# کفر سجنه
کفر سجنه (به عربی: کفر سجنة) یک روستا در سوریه است که در ناحیه حیش واقع شده‌است. کفر سجنه ۸٬۹۳۵ نفر جمعیت دارد.